# Simon Beaufoy
Simon Beaufoy (Keighley, 26 dicembre 1966) è uno sceneggiatore britannico.

## Biografia
Ha studiato alla Ermysted's Grammar School e alla Sedbergh School, in seguito si è laureato presso The Arts Institute at Bournemouth. Inizia la sua carriera realizzando una serie di cortometraggi, Yellow e Closer, nel 1997 è autore della sceneggiatura del film di Peter Cattaneo Full Monty - Squattrinati organizzati, per il quale ottiene la sua prima candidatura al Premio Oscar.
Nel 1999 scrive e co-dirige, assieme a Bille Eltringham, The Darkest Light, per il quale vince il premio per il miglior regista al Newport International Film Festival. 
Negli anni seguenti è autore delle sceneggiature di film come Fra i giganti, Blow Dry, Miss Pettigrew. Nel febbraio 2009 vince l'Oscar per la migliore sceneggiatura non originale di The Millionaire di Danny Boyle. Oltre l'Oscar, vince un Golden Globe e un BAFTA.

## Filmografia parziale

### Sceneggiatore
- Full Monty - Squattrinati organizzati (The Full Monty) (1997)
- Blow Dry (Blow Dry - Never Better) (2001)
- The Millionaire (Slumdog Millionaire) (2008)
- 127 ore (127 Hours) (2010)
- Il pescatore di sogni (Salmon Fishing in the Yemen), regia di Lasse Hallström (2011)
- Hunger Games - La ragazza di fuoco (The Hunger Games: Catching Fire), regia di Francis Lawrence (2013)
- Everest, regia di Baltasar Kormákur (2015)
- La battaglia dei sessi (Battle of the Sexes), regia di Jonathan Dayton e Valerie Faris (2017)
- Lo schiaccianoci e i quattro regni (The Nutcracker and the Four Realms), regia di Lasse Hallström e Joe Johnston (2018)